# Furqat
Zokirjon Xolmuhammad oʻgʻli Furqat, w polskojęzycznych opracowaniach także jako Furkat (uzb. cyr.: Зокиржон Ҳолмуҳаммад ўғли Фурқат; ros.: Закирджан Фуркат, Zakirdżan Furkat; Закирджан Халмухамедов, Zakirdżan Chałmuchamiedow; ur. w 1859, zm. w 1909), znany lepiej jako Furqat (Furkat) – uzbecki pisarz, poeta, myśliciel i działacz polityczny, który odegrał ważną rolę w rozwoju współczesnej literatury uzbeckiej.

## Życie
Zokirjon Xolmuhammad oʻgʻli urodził się w 1859 roku w Kokandzie. W czternastu lat został wysłany na nauki do medresy. Tam nauczył się arabskiego i perskiego, zainteresował się literaturą i zaczął pisać pierwsze utwory. W 1876 roku przeniósł się do Margʻilonu, gdzie pracował w sklepie swojego wuja. W 1880 roku powrócił do Kokandu i ożenił się. W 1889 roku wyjechał do Taszkentu. Od 1891 roku podróżował, m.in. do Azji Południowej, na Bliski Wschód i Półwysep Bałkański. W 1894 roku za krytyczne oceny rządów rosyjskich został wygnany do Chińskiego Turkiestanu. Osiadł w Jarkendzie, gdzie mieszkał i tworzył aż do swojej śmierci w 1909 roku.

## Twórczość
Zokirjon Xolmuhammad oʻgʻli pisał pod pseudonimem Furqat. W swoich utworach zwracał uwagę na ludzką godność oraz polemizował z religijnym mistycyzmem i ascetyzmem. W swoich wcześniejszych dziełach chwalił rosyjską władzę, kulturę i społeczeństwo za co był nagradzany przez generał-gubernatora Turkiestanu. Gdy zaczął krytykować opresyjny charakter panowania rosyjskiego w Kotlinie Fergańskiej został wygnany do Chińskiego Turkiestanu.
W 1891 roku Furqat napisał książkę autobiograficzną Sarguzashtnoma (znaną także jako Furqatnoma). Do ważniejszych utworów Furqata zaliczają się: Gimnaziya, Ilm xosiyati, Vistavka xususida, Akt majlisi xususida, Nagʻma bazmi xususida, Adashganman, Fasli navbahor oʻldi..., Sayding qoʻya ber, sayyod..., Kelinchak, Sabogʻa xitob, Bormasmiz. Niektóre dzieła Furqata, np. Devon, Hammomi xayol, Chor darvesh, Noʻh manzar, nie zachowały się.
Na język polski zostały przełożone pojedyncze utwory Furqata, m.in. pięć wierszy zamieszczonych w antologii Poezja uzbecka, w opracowaniu T. Chróścielewskiego, Łódź 1989, s. 251-257.